# Leiningen-Falkenburg
Leiningen-Falkenburg fou una línia comtal alemanya sorgida el 1541 per divisió de la línia Leiningen-Hartenburg. Es va procedir al repartiment el 1658 sorgint les branques Leiningen-Heidesheim, Leiningen-Guntersblum, i Leiningen-Dagsburg (nova).

## Comtes de Leiningen-Falkenburg
- Emich X 1541-1593
- Felip Jordi (a Dagsburg) 1593-1640
- Joan Lluís (a Heidesheim) 1593-1625
- Emich XII (a Heidesheim) 1625-1658
- Joan Casimir (a Dagsburg 1640-1658) 1640-1688